# Diócesis de Santa Marta
La diócesis de Santa Marta (en latín: Dioecesis Sanctae Marthae) es una circunscripción eclesiástica de la Iglesia católica en Colombia. Se trata de una diócesis latina, sufragánea de la arquidiócesis de Barranquilla. Desde el 19 de noviembre de 2021 su obispo es José Mario Bacci Trespalacios, de la Congregación de Jesús y María.

## Territorio y organización
La diócesis tiene 11 333 km² y extiende su jurisdicción sobre los fieles católicos de rito latino residentes en 17 de municipios del departamento de Magdalena: Santa Marta, Ciénaga, Aracataca, Fundación, Zona Bananera, Puebloviejo, Sitionuevo, Remolino, El Retén, Salamina, Pivijay, Algarrobo, El Piñón, Cerro de San Antonio, Concordia, Pedraza y Zapayán.
La sede de la diócesis se encuentra en la ciudad de Santa Marta, en donde se halla la Catedral basílica de Santa Marta.
En 2022 en la diócesis existían 55 parroquias agrupadas en 7 arciprestazgos.

## Historia
La diócesis fue erigida el 9 de enero de 1534 mediante la bula Apostolatus officium del papa Clemente VII, y es la diócesis más antigua de Colombia. No se sabe si el territorio de la diócesis deriva de la diócesis de Santo Domingo o de la de Panamá. En cualquier caso, la diócesis fue originalmente sufragánea de la archidiócesis de Sevilla, hasta el 12 de febrero de 1546 en que pasó a formar parte de la provincia eclesiástica de la arquidiócesis de Santo Domingo.
Su primer obispo fue Alfonso de Tobes según la bula papal que dice así:

Clemente, Obispo de los Siervos de Dios, al amado hijo Alfonso de Tobes, elegido para Santa Marta, salud y bendición apostólica... Nos en tu persona, grata a nos y a nuestros hermanos, por exigirlo así tus méritos, eligiéndote a ti como Obispo y Pastor...

Durante el episcopado de Juan de los Barrios, el 11 de septiembre de 1562 la sede episcopal fue trasladada por disposición del papa Pío IV a Santafé (hoy Bogotá) y el 22 de marzo de 1564 fue elevada al rango de arquidiócesis metropolitana con el nombre de arquidiócesis de Santafé. La antigua catedral de Santa Marta se convirtió en colegiata o, según otras fuentes, en abadía nullius dependiente directamente de la Santa Sede. Sin embargo, ya el 15 de abril de 1577 se restableció la sede episcopal, sufragánea de la arquidiócesis de Santafé en Nueva Granada, con el nombramiento del dominico Juan Méndez de Villafranca.
En la década de 1760 se inició la construcción de la actual catedral por iniciativa del obispo Nicolás Gil Martínez y Malo y del gobernador Andrés Pérez, basándose en los diseños del arquitecto Juan Cayetano Chacón. Simón Bolívar fue enterrado por primera vez en este edificio hasta que sus restos fueron trasladados a Caracas en 1842.
Un primer intento de erigir el seminario episcopal tuvo lugar en los años 1669-1682, pero fracasó por falta de recursos. Fue establecido definitivamente en 1788 durante el episcopado de Francisco Navarro; sin embargo, el edificio que lo albergaría no se terminó hasta el 4 de enero de 1811.
El 20 de junio de 1900 la diócesis pasó a ser sufragánea de la arquidiócesis de Cartagena de Indias.
Posteriormente cedió partes de su territorio en varias ocasiones para la erección de nuevas circunscripciones eclesiásticas:
- el vicariato apostólico de La Guajira el 17 de enero de 1905 mediante el decreto Cum perplures de la Congregación papa los Asuntos Eclesiásticos Extraordinarios;[9]
- la prefectura apostólica de Río Magdalena (hoy diócesis de Barrancabermeja) el 2 de abril de 1928 mediante la bula Dominici gregis regiminis del papa Pío XI;[10]
- la prelatura territorial de Bertrania en Catatumbo (hoy diócesis de Tibú) el 1 de agosto de 1951 mediante la bula In nimium territorium del papa Pío XII;[11]
- la diócesis de Ocaña el 26 de octubre de 1962 mediante la bula Quoniam arcana del papa Juan XXIII.[12]

El 26 de abril de 1969 pasó a formar parte de la provincia eclesiástica de la arquidiócesis de Barranquilla.
El 17 de enero de 2006 cedió otra porción de su territorio para la erección de la diócesis de El Banco mediante la bula Munus Nostrum del papa Benedicto XVI.

## Estadísticas
Según el Anuario Pontificio 2023 la diócesis tenía a fines de 2022 un total de 855 000 fieles bautizados.
| Año                                                                             | Población            | Población | Población      | Sacerdotes | Sacerdotes    | Sacerdotes    | Bautizados por sacerdote | Diáconos permanentes | Religiosos | Religiosos | Parroquias |
| Año                                                                             | Bautizados católicos | Total     | % de católicos | Total      | Clero secular | Clero regular | Bautizados por sacerdote | Diáconos permanentes | Varones    | Mujeres    | Parroquias |
| ------------------------------------------------------------------------------- | -------------------- | --------- | -------------- | ---------- | ------------- | ------------- | ------------------------ | -------------------- | ---------- | ---------- | ---------- |
| 1950                                                                            | 400 000              | 405 000   | 98.8           | 79         | 53            | 26            | 5063                     |                      | 30         | 133        | 36         |
| 1965                                                                            | 495 000              | 500 000   | 99.0           | 60         | 45            | 15            | 8250                     |                      | 15         | 145        | 29         |
| 1968                                                                            | 600 000              | 611 000   | 98.2           | 59         | 45            | 14            | 10 169                   |                      | 18         | 134        | 33         |
| 1976                                                                            | 634 000              | 695 000   | 91.2           | 49         | 36            | 13            | 12 938                   |                      | 17         | 158        | 36         |
| 1980                                                                            | 653 000              | 667 000   | 97.9           | 46         | 39            | 7             | 14 195                   |                      | 13         | 160        | 39         |
| 1990                                                                            | 1 000                | 1 138 000 | 87.9           | 54         | 43            | 11            | 18 518                   |                      | 18         | 120        | 44         |
| 1999                                                                            | 1 096 952            | 1.218.836 | 90.0           | 75         | 65            | 10            | 14 626                   | 1                    | 15         | 129        | 45         |
| 2000                                                                            | 1 096 952            | 1 218 836 | 90.0           | 85         | 71            | 14            | 12 905                   | 1                    | 19         | 134        | 48         |
| 2001                                                                            | 1 096 652            | 1 218 836 | 90.0           | 90         | 75            | 15            | 12 185                   |                      | 20         | 137        | 51         |
| 2002                                                                            | 1 096 952            | 1 218 836 | 90.0           | 90         | 76            | 14            | 12 188                   | 1                    | 22         | 133        | 50         |
| 2003                                                                            | 1 096 952            | 1 218 836 | 90.0           | 93         | 79            | 14            | 11 795                   |                      | 19         | 140        | 55         |
| 2004                                                                            | 922 200              | 1 108 496 | 83.2           | 90         | 77            | 13            | 10 246                   | 1                    | 16         | 111        | 51         |
| 2010                                                                            | 680 000              | 780 000   | 87.2           | 82         | 72            | 10            | 8292                     | 1                    | 12         | 70         | 50         |
| 2014                                                                            | 737 100              | 833 600   | 88.4           | 80         | 67            | 13            | 9213                     | 1                    | 17         | 65         | 53         |
| 2017                                                                            | 776 858              | 855 000   | 90.9           | 84         | 73            | 11            | 9248                     | 1                    | 11         | 57         | 53         |
| 2020                                                                            | 809 000              | 925 000   | 87.5           | 80         | 68            | 12            | 10 112                   | 1                    | 14         | 41         | 58         |
| 2022                                                                            | 855 000              | 950 000   | 90.0           | 72         | 65            | 7             | 11 875                   | 1                    | 9          | 33         | 55         |
| Fuente: Catholic-Hierarchy, que a su vez toma los datos del Anuario Pontificio. |                      |           |                |            |               |               |                          |                      |            |            |            |

## Episcopologio
- Alfonso de Tobes † (9 de enero de 1534, pero el 18 de diciembre de 1533 falleció) (obispo electo)

- Juan Fernando Angulo † (6 de septiembre de 1536-julio de 1542 falleció)
- Martín de Calatayud, O.S.H. † (19 de diciembre de 1543-9 de noviembre de 1548 falleció)
  - Sede vacante (1548-1552)
- Juan de los Barrios, O.F.M.Obs. † (2 de abril de 1552-11 de septiembre de 1562 nombrado obispo de Santafé en Nueva Granada)[16]
  - Sede suprimida (1562-1577)
- Juan Méndez de Villafranca, O.P.  † (15 de abril de 1577-diciembre de 1577 falleció)
- Sebastián Ocando, O.F.M.Obs. † (6 de febrero de 1579-21 de junio de 1619 falleció)
- Leonel de Cervantes y Caravajal † (17 de marzo de 1621-1 de diciembre de 1625 nombrado obispo de Santiago de Cuba)
- Lucas García Miranda † (15 de diciembre de 1625-1629 falleció)
- Antonio Conderina Vega, O.S.A. † (16 de diciembre de 1630-26 de mayo de 1642 nombrado obispo de Huamanga)
- Juan del Espinar Orozco, O.P. † (16 de junio de 1642-circa 1652 falleció)
  - Sede vacante (1652-1661)
  - Francisco de la Cruz, O.P. † (25 de febrero de 1658-circa 1661 falleció) (obispo electo)[17]
- Francisco de la Trinidad Arrieta, O.P. † (5 de septiembre de 1661-1664 falleció)
- Melchor Liñán y Cisneros † (6 de octubre de 1664-16 de enero de 1668 nombrado obispo de Popayán)
- Lucas Fernández de Piedrahíta † (27 de febrero de 1668-16 de noviembre de 1676 nombrado obispo de Panamá)
- Diego de Baños y Sotomayor † (13 de septiembre de 1677-15 de febrero de 1683 nombrado obispo de Caracas)
- Gregorio Iago Pastrana † (24 de abril de 1684-1690 falleció)
  - Sede vacante (1690-1694)
- Juan Victores de Velasco, O.S.B. † (19 de julio de 1694-28 de noviembre de 1707 nombrado obispo de Trujillo)
  - Sede vacante (1707-1715)
  - Luis de Gayoso, O.Cist. † (30 de agosto de 1713-circa fines de 1713 falleció) (obispo electo)[17]
- Antonio de Monroy y Meneses, O. de M. † (21 de enero de 1715-1 de septiembre de 1738 renunció)
- José Ignacio Mijares Solórzano y Tobar † (11 de noviembre de 1740-1742 falleció)
- Juan Nieto Polo del Águila † (15 de julio de 1743-28 de noviembre de 1746 nombrado obispo de Quito)
- José Javier de Arauz y Rojas † (28 de noviembre de 1746-28 de mayo de 1753 nombrado arzobispo de Santafé en Nueva Granada)
- Fernando Camacho y Rojas † (28 de mayo de 1753-1754 falleció)
- Nicolás Gil Martínez y Malo † (4 de agosto de 1755-4 de abril de 1763 falleció)
- Agustín Camacho y Rojas, O.P. † (20 de agosto de 1764-4 de marzo de 1771 nombrado arzobispo de Santafé en Nueva Granada)
- Francisco Javier Calvo † (4 de marzo de 1771-22 de diciembre de 1773 falleció)
- Francisco Navarro † (13 de marzo de 1775-noviembre de 1788 falleció)
- Anselmo José de Fraga y Márquez † (29 de marzo de 1790-1794 falleció)
- José Alejandro de Egües y Villamar † (1 de junio de 1795-1797 falleció)
- Diego Santamaría Cevallos, O.F.M.Obs. † (17 de abril de 1798-antes de 4 de julio de 1801 falleció)
- Eugenio de la Santísima Trinidad Sesé, C.R.S.A. † (28 de septiembre de 1801-31 de octubre de 1803 falleció)
- Miguel Sánchez Cerrudo, O.F.M.Obs. † (20 de agosto de 1804-4 de agosto de 1810 falleció)
- Manuel Redondo y Gómez † (19 de abril de 1811-1813 falleció)
  - Sede vacante (1813-1817)
- Antonio Gómez Polanco, O.F.M.Obs. † (28 de julio de 1817-13 de diciembre de 1820 falleció)
  - Sede vacante (1820-1827)
- José María Estévez † (21 de mayo de 1827-15 de octubre de 1834 falleció)
- José Luis Serrano † (1 de febrero de 1836-12 de mayo de 1852 falleció)
- Bernabé Rojas, O.P. † (13 de enero de 1854-13 de abril de 1858 falleció)
  - Sede vacante (1858-1875)
  - Vicente Arbeláez Gómez † (13 de mayo de 1859-6 de diciembre de 1864[nota 2] (vicario apostólico)
- José Romero † (5 de julio de 1875[nota 3]-22 de septiembre de 1891 falleció)[18]
- Rafael Celedón † (17 de diciembre de 1891-10 de diciembre de 1902 falleció)[19]
- Francisco Simón y Ródenas, O.F.M.Cap. † (11 de junio de 1904-2 de diciembre de 1912 renunció[nota 4])
- Francisco Cristóbal Toro Correa † (16 de diciembre de 1913-8 de febrero de 1917 nombrado obispo de Antioquia-Jericó)
- Joaquín García Benítez, C.I.M. † (15 de septiembre de 1917-14 de mayo de 1942 nombrado arzobispo de Medellín)
- Bernardo Botero Álvarez, C.M. † (5 de julio de 1944-29 de mayo de 1956 nombrado arzobispo de Nueva Pamplona)
- Norberto Forero y García † (29 de mayo[20] de 1956-2 de junio de 1971 retirado)
- Javier Naranjo Villegas † (2 de junio de 1971-24 de julio de 1980 renunció)
- Félix María Torres Parra † (11 de diciembre de 1980-11 de mayo de 1987 nombrado arzobispo de Barranquilla)
- Ugo Puccini Banfi (4 de diciembre de 1987-5 de agosto de 2014 retirado)
- Luis Adriano Piedrahita Sandoval † (5 de agosto de 2014-11 de enero de 2021 falleció)
- José Mario Bacci Trespalacios, C.I.M., desde el 19 de noviembre de 2021